# Torre del Rin
La Torre del Rin (en alemán: Rheinturm) es una torre de telecomunicaciones de Düsseldorf, Alemania. Mide 240.5 m de alto lo que lo hace el edificio más alto de la ciudad. Se construyó entre 1979 y 1981. Lleva  las transmisiones de radio FM y televisión de la ciudad. Incluye un restaurante rotatorio y una cubierta de observación.
Inaugurado el 1 de diciembre de 1981, contiene 7,500 metros cúbicos de hormingón y pesa aproximadamente 22,500 toneladas. Hasta el 15 de octubre de 2004, cuando se le instaló una nueva antena, medía 234,3 m.
La cubierta de observación está abierta al público diariamente de 10:00 a 23:30 horas. Además se proyecta sobre ella un reloj con luces diseñado por Horst H. Baumann que es el reloj digital más grande del mundo.